# Émile Peynaud
Émile Peynaud (* 29. Juni 1912 in Madiran/Gers; † 18. Juli 2004 in Talence bei Bordeaux) war einer der bedeutendsten Önologen und Weinverkoster des 20. Jahrhunderts. Als Professor an der Universität Bordeaux schrieb er ca. 300 Abhandlungen rund um die Themen der Weinbereitung sowie zahlreiche Bücher zum Thema Wein. Daneben beriet er über 100 namhafte Weingüter rund um den Erdball. Als erster erkannte er die Bedeutung einer kontrollierten malolaktischen Gärung beim Wein.

## Biographie
Im Alter von 15 Jahren trat Peynaud in den Dienst des Weinhandelshauses Calvet ein. Dort arbeitete er unter Anleitung des Chemikers Jean Ribéreau-Gayon an Analysemethoden zur Bestimmung der Qualität des eingekauften Weins. Zusammen mit Ribéreau-Gayon begann er die wissenschaftliche Ausarbeitung der bei Calvet vorgefundenen Probleme. Nach dem Zweiten Weltkrieg schloss Peynaud ein Doktorat an der Universität von Bordeaux ab und erhielt dort einen Lehrstuhl. Ab 1949 leitete er die landwirtschaftliche und önologische Forschung. Von 1968 bis 1977 war er Direktor des Instituts für Önologie.
Zu Beginn der 1940er Jahre war der korrekte Ausbau des Weins häufig ein Zufallsprodukt, da die Zusammenhänge der verschiedensten Parameter noch nicht verstanden wurden. Seine Arbeit konzentrierte er auf vier Teilaspekte des Weinbaus:
- Peynaud war davon überzeugt, dass das Lesegut in der Regel in noch unreifem Zustand eingebracht wurde. Er überzeugte daher einige der führenden Weingüter des Bordelais, die Weinlese um ca. zwei Wochen zu verschieben, diese dann aber in wesentlich kürzerer Zeit durchzuführen, um einer eventuellen Fäulnis der Beeren entgegenzuwirken. Durch diese Maßnahme erzielten die Güter Weine mit tieferer Farbe und reinerem Geschmack. Durch die reiferen Tannine öffnen sich die Weine leichter und werden gefälliger.
- Durch einen getrennten Ausbau der Beeren verschiedener Weingärten oder auch verschieden alter Rebanlagen konnte Peynaud die Reife der Tannine besser kontrollieren.
- Peynaud empfahl die Temperaturkontrolle der Maischegärung als wichtigen Qualitätsfaktor. Er stellte fest, dass zu hohe Temperaturen bei der Gärung zu Fehlfermentation führten und empfahl daher die kontrollierte Kühlung der Maische. Dieses in der Champagne schon länger bekannte Prinzip wendete er auch auf die Weine des Bordeaux an und erhielt frische und fruchtige Weine, die den modernen Weinstil nachhaltig beeinflussten.
- Peynaud empfahl den Winzern, die bis dato als Fehler angesehene malolaktische Gärung unter kontrollierten Bedingungen ablaufen zu lassen, da er feststellte, dass diese Gärung später auf jeden Fall in der Flasche beginnen wird und dann zu einem Weinfehler führt.

Diese vier Grundprinzipien wurden weltweit äußerst erfolgreich eingesetzt und reduzierten die Fehlerrate im internationalen Weinbau erheblich. Ihm wurde allerdings häufig vorgeworfen, den Weinstil zu sehr uniformiert zu haben, da die Weine schon in relativ jungen Jahren sehr gefällig zu trinken waren. Aus heutiger Sicht muss man jedoch feststellen, dass die Weine über ein weithin beachtliches Reifepotenzial verfügen. Im Gegensatz zu seinem Schüler Michel Rolland kreierte er jedoch bei seinen Kunden keinen neuen Weinstil, sondern steigerte lediglich die Qualität der vorhandenen Weine.
Im renommierten Weinmagazin The Decanter erhielt er die Auszeichnung „Man of the Year“ 1990.
Die Liste der von Émile Peynaud beratenen Güter liest sich wie ein Who’s Who der berühmtesten Weingüter des Bordelais. Er beriet nicht nur die drei großen Konzerne Suntory, Seagram, und Domecq (→ Pernod Ricard). Auf seiner Kundenliste standen auch 45 der klassifizierten Bordeaux-Châteaux und 13 der besten Güter des Bereichs Graves. Außerdem dürften es einige hundert Güter in Pomerol, Saint-Émilion und Sauternes gewesen sein, die seine Dienste in Anspruch nahmen. Seine wohl beachtlichsten Ergebnisse erzielte er bei Château Lafite-Rothschild, Château Margaux, Château Cheval Blanc, Château Léoville-las-Cases, Château Beychevelle, Château Pichon-Longueville-Comtesse de Lalande und Château Lynch-Bages.

## Werke (Auswahl)
- Die hohe Schule für Weinkenner. Albert Müller Verlag, Stuttgart u. a. 1984, ISBN 3-275-00843-9.
- Le goût du vin. 1. Aufl., Bordas, Paris 1980.

(3. Auflage mit Jacques Blouin, Dunod, Paris 1996, ISBN 2-10-002750-6).
- Connaissance et travail du vin. Dunod, Paris 1981.
- Le vin et les jours. Dunod, Paris 1988.
- Traité d'œnologie (mit Jean Ribéreau-Gayon). Ch. Béranger, Paris 1961 (Bd. 2).
- Sciences et techniques du vin (mit Jean und Pascal Ribéreau-Gayon). Dunod, Paris 1975 (Bd. 2).